# Anton aus Tirol
Anton aus Tirol is een single uit 1999 van de Oostenrijkse popmuzikant DJ Ötzi, die het lied had uitgebracht onder de naam "Anton feat. DJ Ötzi". Het nummer was een grote hit in de Duitstalige landen en haalde de nummer 1-positie in Duitsland en in DJ Ötzi's thuisland Oostenrijk, waar het 75 weken in de hitlijsten stond. In Zwitserland haalde het de tweede plaats in de hitparade. Ook in Nederland en Vlaanderen was het een hit en haalde het in 2000 de tweede plaats in de Nederlandse Mega Top 100 en de Vlaamse Ultratop 50. Het was een van de twintig meest verkochte singles van 2000 in Vlaanderen.
In 2000 brachten de Zware Jongens een Nederlandstalige versie uit van dit nummer.
| Anton aus Tirol in de Nederlandse Mega Top 100 - binnen: 19 februari 2000 | Anton aus Tirol in de Nederlandse Mega Top 100 - binnen: 19 februari 2000 | Anton aus Tirol in de Nederlandse Mega Top 100 - binnen: 19 februari 2000 | Anton aus Tirol in de Nederlandse Mega Top 100 - binnen: 19 februari 2000 | Anton aus Tirol in de Nederlandse Mega Top 100 - binnen: 19 februari 2000 | Anton aus Tirol in de Nederlandse Mega Top 100 - binnen: 19 februari 2000 | Anton aus Tirol in de Nederlandse Mega Top 100 - binnen: 19 februari 2000 | Anton aus Tirol in de Nederlandse Mega Top 100 - binnen: 19 februari 2000 | Anton aus Tirol in de Nederlandse Mega Top 100 - binnen: 19 februari 2000 | Anton aus Tirol in de Nederlandse Mega Top 100 - binnen: 19 februari 2000 | Anton aus Tirol in de Nederlandse Mega Top 100 - binnen: 19 februari 2000 | Anton aus Tirol in de Nederlandse Mega Top 100 - binnen: 19 februari 2000 | Anton aus Tirol in de Nederlandse Mega Top 100 - binnen: 19 februari 2000 | Anton aus Tirol in de Nederlandse Mega Top 100 - binnen: 19 februari 2000 | Anton aus Tirol in de Nederlandse Mega Top 100 - binnen: 19 februari 2000 | Anton aus Tirol in de Nederlandse Mega Top 100 - binnen: 19 februari 2000 | Anton aus Tirol in de Nederlandse Mega Top 100 - binnen: 19 februari 2000 | Anton aus Tirol in de Nederlandse Mega Top 100 - binnen: 19 februari 2000 | Anton aus Tirol in de Nederlandse Mega Top 100 - binnen: 19 februari 2000 | Anton aus Tirol in de Nederlandse Mega Top 100 - binnen: 19 februari 2000 | Anton aus Tirol in de Nederlandse Mega Top 100 - binnen: 19 februari 2000 | Anton aus Tirol in de Nederlandse Mega Top 100 - binnen: 19 februari 2000 | Anton aus Tirol in de Nederlandse Mega Top 100 - binnen: 19 februari 2000 |
| Week                                                                      | 1                                                                         | 2                                                                         | 3                                                                         | 4                                                                         | 5                                                                         | 6                                                                         | 7                                                                         | 8                                                                         | 9                                                                         | 10                                                                        | 11                                                                        | 12                                                                        | 13                                                                        | 14                                                                        | 15                                                                        | 16                                                                        | 17                                                                        | 18                                                                        | 19                                                                        | 20                                                                        | 21                                                                        |                                                                           |
| ------------------------------------------------------------------------- | ------------------------------------------------------------------------- | ------------------------------------------------------------------------- | ------------------------------------------------------------------------- | ------------------------------------------------------------------------- | ------------------------------------------------------------------------- | ------------------------------------------------------------------------- | ------------------------------------------------------------------------- | ------------------------------------------------------------------------- | ------------------------------------------------------------------------- | ------------------------------------------------------------------------- | ------------------------------------------------------------------------- | ------------------------------------------------------------------------- | ------------------------------------------------------------------------- | ------------------------------------------------------------------------- | ------------------------------------------------------------------------- | ------------------------------------------------------------------------- | ------------------------------------------------------------------------- | ------------------------------------------------------------------------- | ------------------------------------------------------------------------- | ------------------------------------------------------------------------- | ------------------------------------------------------------------------- | ------------------------------------------------------------------------- |
| Nummer                                                                    | 62                                                                        | 43                                                                        | 16                                                                        | 8                                                                         | 4                                                                         | 3                                                                         | 2                                                                         | 3                                                                         | 4                                                                         | 6                                                                         | 8                                                                         | 9                                                                         | 10                                                                        | 15                                                                        | 20                                                                        | 21                                                                        | 23                                                                        | 26                                                                        | 31                                                                        | 58                                                                        | 97                                                                        | uit                                                                       |

| Anton aus Tirol in de Vlaamse Ultratop 50 - binnen: 20 mei 2000 | Anton aus Tirol in de Vlaamse Ultratop 50 - binnen: 20 mei 2000 | Anton aus Tirol in de Vlaamse Ultratop 50 - binnen: 20 mei 2000 | Anton aus Tirol in de Vlaamse Ultratop 50 - binnen: 20 mei 2000 | Anton aus Tirol in de Vlaamse Ultratop 50 - binnen: 20 mei 2000 | Anton aus Tirol in de Vlaamse Ultratop 50 - binnen: 20 mei 2000 | Anton aus Tirol in de Vlaamse Ultratop 50 - binnen: 20 mei 2000 | Anton aus Tirol in de Vlaamse Ultratop 50 - binnen: 20 mei 2000 | Anton aus Tirol in de Vlaamse Ultratop 50 - binnen: 20 mei 2000 | Anton aus Tirol in de Vlaamse Ultratop 50 - binnen: 20 mei 2000 | Anton aus Tirol in de Vlaamse Ultratop 50 - binnen: 20 mei 2000 | Anton aus Tirol in de Vlaamse Ultratop 50 - binnen: 20 mei 2000 | Anton aus Tirol in de Vlaamse Ultratop 50 - binnen: 20 mei 2000 | Anton aus Tirol in de Vlaamse Ultratop 50 - binnen: 20 mei 2000 | Anton aus Tirol in de Vlaamse Ultratop 50 - binnen: 20 mei 2000 | Anton aus Tirol in de Vlaamse Ultratop 50 - binnen: 20 mei 2000 | Anton aus Tirol in de Vlaamse Ultratop 50 - binnen: 20 mei 2000 | Anton aus Tirol in de Vlaamse Ultratop 50 - binnen: 20 mei 2000 | Anton aus Tirol in de Vlaamse Ultratop 50 - binnen: 20 mei 2000 | Anton aus Tirol in de Vlaamse Ultratop 50 - binnen: 20 mei 2000 |
| Week                                                            | 1                                                               | 2                                                               | 3                                                               | 4                                                               | 5                                                               | 6                                                               | 7                                                               | 8                                                               | 9                                                               | 10                                                              | 11                                                              | 12                                                              | 13                                                              | 14                                                              | 15                                                              | 16                                                              | 17                                                              | 18                                                              |                                                                 |
| --------------------------------------------------------------- | --------------------------------------------------------------- | --------------------------------------------------------------- | --------------------------------------------------------------- | --------------------------------------------------------------- | --------------------------------------------------------------- | --------------------------------------------------------------- | --------------------------------------------------------------- | --------------------------------------------------------------- | --------------------------------------------------------------- | --------------------------------------------------------------- | --------------------------------------------------------------- | --------------------------------------------------------------- | --------------------------------------------------------------- | --------------------------------------------------------------- | --------------------------------------------------------------- | --------------------------------------------------------------- | --------------------------------------------------------------- | --------------------------------------------------------------- | --------------------------------------------------------------- |
| Nummer                                                          | 45                                                              | 24                                                              | 19                                                              | 12                                                              | 6                                                               | 2                                                               | 2                                                               | 2                                                               | 3                                                               | 4                                                               | 5                                                               | 6                                                               | 8                                                               | 7                                                               | 7                                                               | 13                                                              | 22                                                              | 41                                                              | uit                                                             |